# Amerocroce boliviana
Amerocroce boliviana är en insektsart som beskrevs av Mansell 1983. Amerocroce boliviana ingår i släktet Amerocroce och familjen Nemopteridae. Inga underarter finns listade i Catalogue of Life.